# Schlacht bei Castillon

Taktische Karte des Schlachtverlaufes

Die Schlacht bei Castillon am 17. Juli 1453 war eine entscheidende Auseinandersetzung zugunsten Frankreichs am Ende des Hundertjährigen Krieges zwischen Heinrich VI. von England und Karl VII. von Frankreich.

## Ausgangslage
Auch nach dem Tod der französischen Nationalheldin Jeanne d’Arc blieben die Franzosen im letzten Abschnitt des Hundertjährigen Krieges auf dem Vormarsch. Die Krönung des englischen Königs Heinrich VI. am 16. Dezember 1431 in der Kathedrale Nôtre-Dame in Paris zum König von Frankreich konnte dies nicht mehr ändern, hatte doch die Krönung Karls VII. in Reims ein Jahr zuvor eine viel spürbarere Wirkung auf das französische Volk.
Der wichtige englische Befehlshaber war der Onkel des Königs, der Duke of Bedford. Nach dem Tod des Duke of Bedford im Jahr 1435, wurde die englische Stellung erheblich geschwächt. So eroberten die Franzosen zwischen 1436 und 1441 die gesamte Île-de-France zurück und 1437 zog Karl VII. in Paris ein. Es folgten französische Eroberungen in Südwestfrankreich (1442) und in der Normandie (1443), die nach dem Waffenstillstand von 1444 in den Jahren 1449/50 von den Engländern endgültig an Frankreich verloren ging. Aus Sorge um ihre südwestlichen Provinzen starteten die Engländer 1452 mit einem Expeditionskorps unter dem Kommando von John Talbot, 1. Earl of Shrewsbury eine Gegenoffensive und befreiten Bordeaux von den Franzosen. Die Franzosen wiederum führten 1453 einen Gegenangriff auf die Stadt Castillon durch und belagerten sie.

## Verlauf
Der englische Befehlshaber Talbot erhielt für die Aufgabe, die Provinzen zu sichern, zusätzliche 3.000 Mann Verstärkung. Seine Armee bestand jedoch auch aus einer unzureichend bewaffneten Anzahl von Gascognern. Die Franzosen begannen am 8. Juli die Belagerung der Stadt Castillon. Der französische Kommandeur Jean Bureau ließ sein Lager vor der Stadt mit Gräben und anderen Hindernissen befestigen und einen Wall mit ungefähr 300 Kanonen errichten. Die Franzosen waren mit etwa 10.000 Mann und schwerer Ausrüstung in der besseren Ausgangsposition. Die Chance der Engländer, das Lager zu erobern, war gering.
Am 17. Juli 1453 näherte sich Talbot mit 1.300 Rittern, die der Hauptarmee voreilten, dem französischen Hauptlager. Mit diesem Trupp konnte er einer französischen Bogenschützeneinheit zunächst schwere Verluste zufügen. Nach weiteren kleineren Scharmützeln erfuhr die englische Hauptarmee von einem Boten aus der Stadt, dass die Franzosen sich zurückziehen würden (tatsächlich waren es jedoch nur die Angehörigen der französischen Kämpfer, die das Lager verließen). Talbot handelte rasch, zog seine Armee komplett zusammen und rückte weiter in Richtung des französischen Lagers vor. Dort angekommen, fand er die komplette französische Streitmacht vor. Obwohl er damit einer etwa doppelt so starken Übermacht gegenüber stand, befahl er den Angriff auf die befestigte Stellung der Franzosen. Die englischen Fußtruppen erlitten während ihres Vorgehens große Verluste durch gegnerischen Beschuss, konnten aber zunächst nicht entscheidend geschwächt werden. Die Entscheidung zugunsten der Franzosen fiel nach rund einer Stunde zähen Ringens, als die Kavallerie des Herzogs von Bretagne, Peter II., das Schlachtfeld erreichte und die rechte Flanke der Engländer durchbrach. Die Engländer wurden nun umfasst, Talbot und sein Sohn starben im folgenden Getümmel. Die genauen Todesumstände sind nicht bekannt, aber es wird angenommen, dass Talbots Pferd durch ein Geschoss starb und im Fallen den fast Siebzigjährigen teilweise unter sich begrub. Ein in der Nähe stehender Franzose habe Talbot erkannt und ihn daraufhin mit einer Axt erschlagen. Nach dem Tod ihres Anführers flohen die Engländer vom Schlachtfeld.

## Folgen der Schlacht
Die Engländer verloren nach ihrer entscheidenden Niederlage die Städte Castillon und Bordeaux. Die Engländer verloren schließlich auch alle Territorialbesitzungen auf dem Festland mit Ausnahme der Stadt Calais, die erst 1559 an Frankreich zurückfiel. Nach dem Ende des Hundertjährigen Krieges sorgten die drei Dekaden andauernden Rosenkriege in England für Chaos. Dennoch gaben die englischen Könige ihren Anspruch auf die französische Krone erst während der Koalitionskriege gegen das revolutionäre Frankreich Anfang des 19. Jahrhunderts auf.

## Castillon-Schwerter
Um 1974 wurde ein Hortfund von rund 80 mittelalterlichen Schwertern gemacht, die mit der Schlacht von Castillon in Verbindung gebracht werden. Die Fundumstände sind unklar und wurden geheim gehalten; möglicherweise wurden die Schwerter bei Baggerarbeiten gefunden. In unterschiedlichen Publikationen ist zunächst von einem Fund in einer Kiste, dann in Fässern und schließlich einem Kahn in der Dordogne (bzw. einer deren Furten) bei Castillon die Rede. Die Schwerter wurden Stück für Stück an private Sammler und Museen veräußert und erzielten auf Auktionen hohe Preise. Sie werden einer Reihe ganz unterschiedlicher Typen zugeordnet und wurden von dem britischen Waffenspezialisten Ewart Oakeshott näher untersucht, der darüber auch veröffentlichte und sie in sein Kategorisierungssystem mittelalterlicher Schwerter einordnete. Exemplare sind zum Beispiel im Musée de l’Armée in Paris und in den Royal Armouries Collections ausgestellt.